# Khabar
La Agencia Khabar (en kazajo: "Хабар" Агенттiгi, en ruso: Агентство «Хабар») es un importante medio de comunicación de Kazajistán. Establecido originalmente en 1995 bajo el nombre de Agencia Nacional de Televisión y Noticias (en ruso: Национальное Телевизионное Информационное Агентство), es en la actualidad uno de los organismos de radiodifusión más grandes del país con más de 13 millones de potenciales espectadores. Emite programación e informativos diarios en ruso, kazajo e inglés. Posee cuatro canales de televisión y una estación de radio. Desde el 1 de enero de 2016 es miembro asociado de la Unión Europea de Radiodifusión.

## Servicios

### Radio
- Khabar Radio: Emite las 24 horas del día una programación generalista en kazajo y ruso. Emite desde 1995.

### Televisión
- Khabar TV: Es la encargada de emitir una programación generalista enfocada en programas informativos en ruso y kazajo. Se encarga de cubrir eventos deportivos como los Juegos Olímpicos o la Copa Mundial de la FIFA.

- El Arna: Es la encargada de emitir una programación generalista íntegramente en kazajo. Se encarga de cubrir eventos especiales como los Juegos Olímpicos. Emite desde 2007 el Festival de la Canción de Eurovisión. Fue lanzado el 22 de marzo de 2000 y relanzado en el 2017 como un canal de cine.

- Khabar 24: Canal informativo 24 horas lanzado el 1 de septiembre de 2012. En 2016 toma su denominación actual.

- Kazakh TV: Lanzado el 25 de octubre de 2002, es un canal satelital disponible para Asia Central, Europa, el Medio Oriente y el norte de África. Emite en ruso, kazajo e inglés.[3]